# Trà Lũ
Trà Lũ là một xã thuộc huyện Xuân Trường, tỉnh Nam Định, Việt Nam.

## Địa lý
Xã Trà Lũ có diện tích 6,33 km², dân số năm 2022 là 25.626 người, mật độ dân số đạt 3.113 người/km².

## Lịch sử
Ngày 23 tháng 7 năm 2024, Ủy ban Thường vụ Quốc hội ban hành Nghị quyết số 1104/NQ-UBTVQH15 về việc sắp xếp đơn vị hành chính cấp huyện, cấp xã trên địa bàn tỉnh Nam Định (nghị quyết có hiệu lực từ ngày 1 tháng 9 năm 2024). Theo đó, thành lập xã Trà Lũ trên cơ sở toàn bộ diện tích tự nhiên là 3,18 km², quy mô dân số là 8.843 người của xã Xuân Bắc; toàn bộ diện tích tự nhiên là 2,21 km², quy mô dân số là 9.497 người của xã Xuân Trung và toàn bộ diện tích tự nhiên là 2,84 km², quy mô dân số là 7.286 người của xã Xuân Phương.
Sau khi thành lập, xã Trà Lũ có diện tích tự nhiên là 8,23 km² và quy mô dân số là 25.626 người.